# Transvaalobrium
Transvaalobrium is een kevergeslacht uit de familie van de boktorren (Cerambycidae). De wetenschappelijke naam van het geslacht werd voor het eerst geldig gepubliceerd in 2001 door Adlbauer.

## Soorten
Transvaalobrium is monotypisch en omvat slechts de volgende soort:
- Transvaalobrium sudrei Adlbauer, 2001